# Family Circle Cup 2008

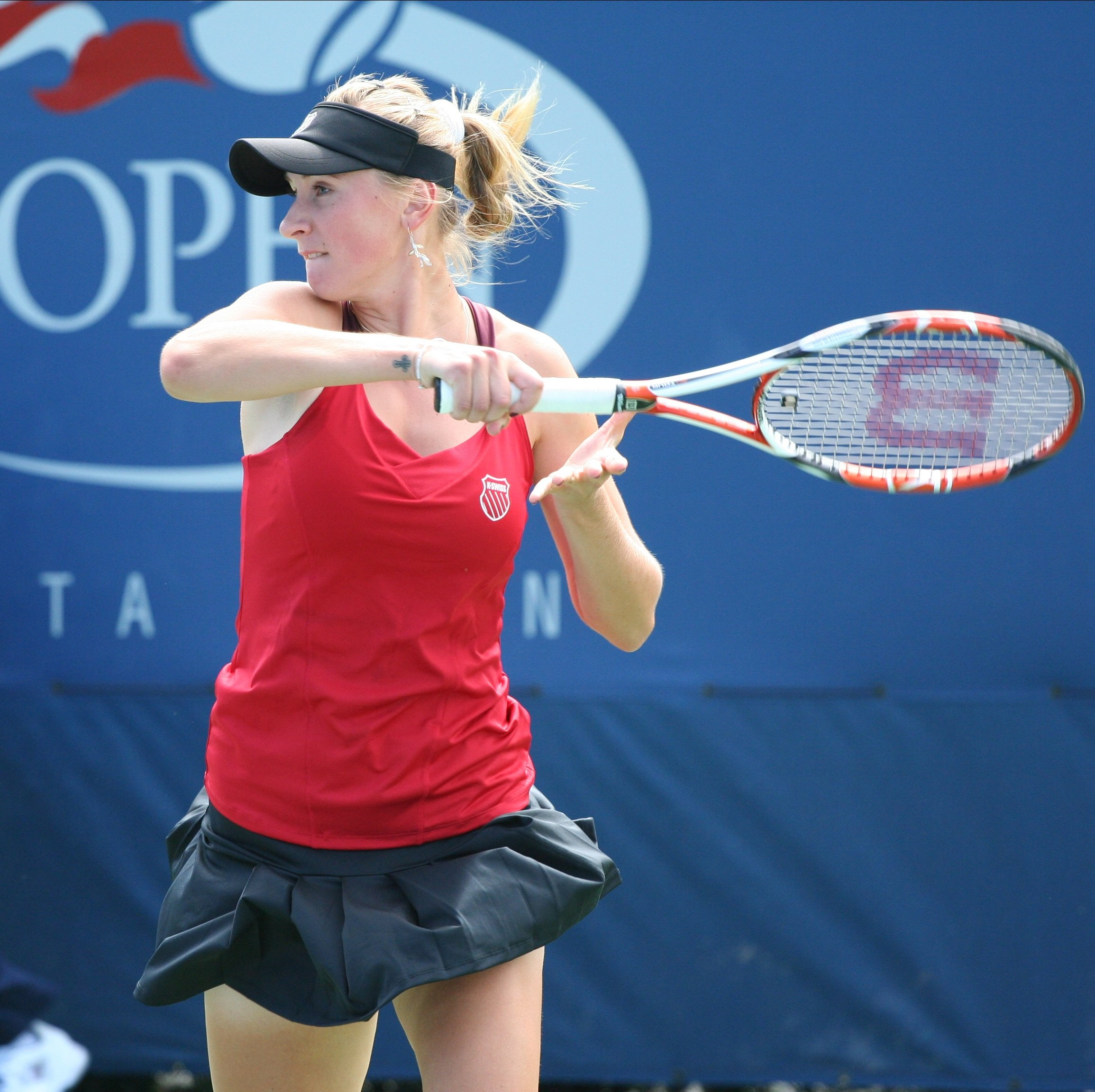
Ольга Говорцова из Беларуси — финалистка парных соревнований.

Family Circle Cup 2008 — 36-й розыгрыш ежегодного профессионального теннисного турнира среди женщин, проводящегося в американском городе Чарлстон, и являющегося частью тура WTA в рамках 1-й категории турниров.
В 2008 году турнир прошёл с 14 по 20 апреля.
Прошлогодними чемпионами являются:
- одиночницы —  Елена Янкович
- пары —  Чжэн Цзе /  Янь Цзы

## Соревнования

### Одиночный турнир
Серена Уильямс обыграла  Веру Звонарёву со счётом 6-4, 3-6, 6-3.
- Серена Уильямс выигрывает свой 3й турнир в сезоне и 31й за карьеру на соревнованиях ассоциации.
- Вера Звонарёва уступает свой 3й финал в сезоне и 8й за карьеру.
- Вера Звонарёва уступает оба решающих матча на соревнованиях высшей категории WTA.

### Парный турнир
Катарина Среботник /  Ай Сугияма обыграли  Эдину Галловиц /  Ольгу Говорцову со счётом 6-2, 6-2.
- Катарина Среботник выигрывает свой 2й титул в сезоне и 18й за карьеру.
- Ай Сугияма выигрывает свой 2й титул в сезоне и 36й за карьеру.